# Schilbe mystus
Schilbe mystus ist eine Glaswelsart, die im tropischen Afrika weit verbreitet ist. Das Verbreitungsgebiet reicht vom Nil im Norden bis zum Sambesi im Süden und vom Senegal im Westen, über den Tschadsee bis zum Victoriasee im Osten. Die Art ist Typusart der Gattung Schilbe.

## Merkmale
Schilbe mystus wird maximal 25 cm lang, das Maximalgewicht liegt bei 250 g. Der Wels hat einen langgestreckten Körper, eine weit vorn stehende kurze Rückenflosse und eine lange Afterflosse. Die Schwanzflosse ist gegabelt. Das breite Maul ist von vier Paaren etwa gleich langer Barteln umgeben. Der Körper ist weißlich gefärbt und zeigt einen silbrigen Glanz. Auf jeder Körperseite ziehen sich drei grau- bis taubenblaue Längsbinden vom Hinterrand des Kiemendeckels bis zum Schwanzflossenstiel. Der Rücken ist dunkel, der Bauch weißlich. Die Afterflosse ist bläulich, die übrigen Flossen undurchsichtig und grau. Direkt hinter dem Kiemendeckel liegt ein schwarzer, fast rechteckiger Fleck. Weibchen sind fülliger, Männchen kleiner und schlanker. Männchen haben eine deutlich sichtbare Genitalpapille. Schilbe mystus kann sechs bis sieben Jahre alt werden.
- Flossenformel: Dorsale I/6–8, Anale 58–60, Pectorale 1/11, Ventrale 6–7.

## Lebensweise
Schilbe mystus lebt in Schulen, schwimmend im offenen Wasser und ist eher tag- als dämmerungs- oder nachtaktiv. Er ernährt sich von kleineren Fischen, Insekten, Krebstieren, Schnecken, Samen und Früchten und sucht sein Futter an der Wasseroberfläche und in mittleren Tiefen. Er vermehrt sich während der Regenzeit und legt seinen Laich in Wasserpflanzen. Eine Brutpflege findet nicht statt.